# Derek Grant
Derek Grant nació el 24 de abril de 1977 en Detroit, Míchigan.
Es conocido principalmente por haber tocado la batería en Alkaline Trio, así como en The Suicide Machines, Telegraph, Gyga, Thoughts of Ionesco, Remainder, Walls of Jericho y Broken Spoke.
En 2003, Grant sustituye a Mike Felumlee en Alkaline Trio, donde graba múltiples discos de estudio, entre ellos, Good Mourning y Crimson.
Como sus compañeros Matt Skiba y Dan Andriano, Grant tuvo también proyectos paralelos mientras formaba parte de Alkaline Trio. En 2004, por ejemplo tocó en algunos conciertos con The Vandals, amigos suyos y también con Good Charlotte.
Además, trabaja junto con Hunter Burgan, miembro de AFI.
Actualmente reside en Indianápolis, Indiana, con su mujer. Es, junto a Skiba, miembro de la Iglesia de Satán.
En 2023 anunció su salida de Alkaline Trio principalmente debido a problemas de salud mental.
- Datos: Q328330
- Multimedia: Derek Grant / Q328330